# Тита Мерело
Тита Мерело (шп. Laura Ana Merello; Буенос Ајрес, 11. октобар 1904 — Буенос Ајрес, 24. децембар 2002) била је најпознатија аргентинска глумица и певачица свих времена.